# Le Saix
Le Saix is een gemeente in het Franse departement Hautes-Alpes (regio Provence-Alpes-Côte d'Azur) en telt 98 inwoners (2009). De plaats maakt deel uit van het arrondissement Gap.

## Geografie
De oppervlakte van Le Saix bedraagt 21,3 km², de bevolkingsdichtheid is dus 4,6 inwoners per km².
De onderstaande kaart toont de ligging van Le Saix met de belangrijkste infrastructuur en aangrenzende gemeenten.

## Demografie
Onderstaande figuur toont het verloop van het inwonertal (bron: INSEE-tellingen).
Vanwege een beveiligingsprobleem met de MediaWiki Graph-software is het momenteel niet mogelijk deze grafiek weer te geven. Zodra de software is bijgewerkt zal de grafiek vanzelf weer zichtbaar worden.